# Kanton Agde
Kanton Agde (francouzsky Canton d'Agde) je francouzský kanton v departementu Hérault v regionu Languedoc-Roussillon. Tvoří ho čtyři obce.

## Obce kantonu
- Agde
- Bessan
- Marseillan
- Vias